# Percy Jackson & the Olympians: The Lightning Thief (jogo eletrônico)
Percy Jackson & the Olympians: The Lightning Thief é um jogo eletrônico de RPG desenvolvido pela Griptonite Games e publicado pela Activision para o console Nintendo DS. O jogo foi lançado na América do Norte no dia 09 de fevereiro de 2010 e é baseado no filme Percy Jackson & the Olympians: The Lightning Thief da 20th Century Fox.

## Jogabilidade
O jogo é baseado no filme de mesmo nome, que por sua vez é baseado no primeiro livro da série Percy Jackson. Todo o jogo é relacionado a combates. Durante o jogo, os personagens entram em batalhas com vários personagens da Mitologia Grega, como o Minotauro, Hades, Medusa, Fúrias e outras criaturas mitológicas.
Um sistema permite que você desbloqueie novas habilidades e dê upgrades em todos os personagens sob o seu comando. O jogo incentiva o trabalho em equipe, o que facilita a cura em caso de um ferimento. Os cenários vão desde o Acampamento Meio-Sangue até o Monte Olimpo, passando por vários lugares com criaturas malignas, assim como no filme. O jogo disponibiliza itens valiosos e pontos de experiência que aumentam o nível e o poder do comandado. Os ataques são feitos de modo que o jogador seleciona o tipo de ataque e então assiste a um vídeo de seu personagem executando o golpe. O jogo visa o público juvenil, por tanto o sangue não é mostrado, sendo que quando seu personagem sofre um ataque, ele apenas cai no chão.

## Recepção crítica
O jogo teve uma recepção mediana dos críticos de jogos especializados. No Metacritic, que atribui uma pontuação de no máximo 100 para cada jogo baseada em críticos especializados, o jogo possui uma pontuação de 56 em 100 (), baseada em 6 críticas.
Adam Boult, do The Guardian, deu uma crítica negativa, com a nota um de cinco () e disse em sua resenha que o jogo é um dos "mais mal pensados e preguiçosamente projetados jogos de RPG", e acrescentou que a narrativa é "desajeitada" e que o jogo "é lento, repetitivo e, acima de tudo, chato". O revisor terminou sua resenha dizendo que "No caso improvável de você ser um grande fã de Percy Jackson, e tenha um amor quase obsessivo por combates intercalados com turnos e diálogos péssimos, parabéns, este jogo é para você. Caso não, é provável que você se diverta mais brincando com fogo e correndo ao redor do jardim gritando".
O site estadunidense Common Sense, que deu duas estrelas de cinco (), enfatizou o uso da violência e a facilidade do jogo, dizendo que no mesmo, "é tudo muito simples. Nenhum de seus inimigos são muito difíceis de derrotar."
Em contrapartida, Martin Jank, do site austríaco GamingXP, deu uma crítica boa, com uma nota de 86 em 100 (), dizendo que "o filme é de fato um pesadelo, mas as aventuras de Percy, eu realmente recomendo quando você é o jogador. O sistema de combate clássico de Final Fantasy se combina com as extensões típicas significativas do NDS e com uma boa história para fazer muita diversão.

## Personagens
Dentre os personagens jogáveis estão Percy Jackson, Annabeth Chase e Grover Underwood. Os inimigos são diversos, como Medusa, Minotauro, Fúrias, Hades e muitos outros personagens mitológicos gregos.